# Noctasota endoleuca
Noctasota endoleuca är en fjärilsart som beskrevs av George Francis Hampson 1918. Noctasota endoleuca ingår i släktet Noctasota och familjen nattflyn. Inga underarter finns listade i Catalogue of Life.